# Eryngium moluccanum
Eryngium moluccanum là một loài thực vật có hoa trong họ Hoa tán. Loài này được Steenis mô tả khoa học đầu tiên năm 1954.